# Nati nel 1919/Agosto
| Questa pagina contiene informazioni ricavate automaticamente dalle voci biografiche con l'ausilio del template Bio e di un bot. L'aggiornamento è periodico e automatico e ricostruisce completamente la pagina. Se manca una persona in questa lista, sei pregato di non aggiungerla, ma accertati piuttosto che la sua voce biografica contenga il template Bio e che i dati anagrafici siano correttamente compilati. Se il template Bio manca, inseriscilo tu stesso o, in alternativa, metti l'avviso {{tmp\|Bio}} che ne segnala la mancanza. Se i dati riportati sono sbagliati, correggi direttamente la voce biografica; le modifiche saranno visibili in questa lista entro pochi giorni. Per chiarimenti vedi il progetto biografie. La lista contiene solo le 121 persone che sono citate nell'enciclopedia e per le quali è stato implementato correttamente il template Bio. Pagina aggiornata al 2 lug 2025. |

- 1º agosto - Ed Bruneteau, hockeista su ghiaccio e allenatore di hockey su ghiaccio canadese († 2002)
- 1º agosto - Jack Butterfield, dirigente sportivo canadese († 2010)
- 1º agosto - Armand Cure, cestista e giocatore di football americano statunitense († 2003)
- 1º agosto - Stanley Middleton, scrittore britannico († 2009)
- 1º agosto - Tullio Piacentini, regista, sceneggiatore e giornalista italiano († 2005)
- 1º agosto - Franjo Šoštarić, calciatore jugoslavo († 1975)
- 1º agosto - Aldo Visalberghi, pedagogista, politico e partigiano italiano († 2007)
- 2 agosto - Czesław Mordowicz, polacco († 2001)
- 2 agosto - Nehemiah Persoff, attore e pittore israeliano († 2022)
- 2 agosto - Tom Ray, animatore e regista statunitense († 2010)
- 3 agosto - Mario Filippo, calciatore argentino
- 3 agosto - Zilda Paim, scrittrice, insegnante e pittrice brasiliana († 2013)
- 3 agosto - Rudolf Schönbeck, calciatore tedesco († 2003)
- 3 agosto - Alfredo Spadavecchia, calciatore italiano († 1984)
- 4 agosto - Michel Déon, scrittore francese († 2016)
- 4 agosto - Robert Göbl, numismatico austriaco († 1997)
- 4 agosto - Arturo Presselli, calciatore italiano († 1971)
- 5 agosto - Freddie Tomlins, pattinatore artistico su ghiaccio britannico († 1943)
- 5 agosto - Zangeres Zonder Naam, cantante olandese († 1998)
- 6 agosto - Pauline Betz, tennista statunitense († 2011)
- 6 agosto - Gino Camerario, calciatore italiano († 1993)
- 6 agosto - Karl Linnas, militare estone († 1987)
- 6 agosto - William Woodburn, calciatore scozzese († 2001)
- 7 agosto - Kim Borg, basso-baritono e compositore finlandese († 2000)
- 7 agosto - John Paul Hogan, chimico statunitense († 2012)
- 7 agosto - Jack Jacobs, giocatore di football americano statunitense († 1974)
- 8 agosto - Dino De Laurentiis, produttore cinematografico italiano († 2010)
- 8 agosto - Samuel Pearson Goddard Jr., politico statunitense († 2006)
- 9 agosto - Robert Bennett, martellista statunitense († 1974)
- 9 agosto - Edmund Hockridge, baritono e attore teatrale canadese († 2009)
- 9 agosto - Margherita Horowitz, attrice austriaca († 1990)
- 9 agosto - Emilio Vedova, pittore, incisore e partigiano italiano († 2006)
- 9 agosto - Leona Woods, fisica statunitense († 1986)
- 9 agosto - Joop den Uyl, politico olandese († 1987)
- 10 agosto - Emerich Coreth, presbitero, teologo e filosofo austriaco († 2006)
- 10 agosto - Bob Doll, cestista statunitense († 1959)
- 10 agosto - Sacha Vierny, direttore della fotografia francese († 2001)
- 11 agosto - Joseph Courtat, calciatore svizzero († 1990)
- 11 agosto - Ewald Kihle, calciatore norvegese († 1990)
- 11 agosto - Reinhard Lauth, filosofo tedesco († 2007)
- 11 agosto - Ginette Neveu, violinista francese († 1949)
- 11 agosto - Dante Rossi, politico e sindacalista italiano († 2008)
- 11 agosto - Claudio Salmoni, ingegnere e politico italiano († 1970)
- 12 agosto - Margaret Burbidge, astronoma e astrofisica britannica († 2020)
- 12 agosto - Decio Gioseffi, storico dell'arte italiano († 2007)
- 12 agosto - Wiesław Kielar, scrittore e direttore della fotografia polacco († 1990)
- 12 agosto - Peter Luke, scrittore, editore e produttore cinematografico britannico († 1995)
- 12 agosto - Clemente Manco, politico e avvocato italiano († 2007)
- 12 agosto - Eliseo Salino, ceramista e scultore italiano († 1999)
- 12 agosto - Vikram Sarabhai, fisico e astronomo indiano († 1971)
- 12 agosto - Shorty Templeman, pilota automobilistico statunitense († 1962)
- 13 agosto - Alessandro Capponi, calciatore italiano († 2009)
- 13 agosto - Jim Mooney, fumettista statunitense († 2008)
- 13 agosto - George Shearing, pianista e compositore britannico († 2011)
- 14 agosto - Alfonso Aparicio, calciatore e allenatore di calcio spagnolo († 1999)
- 14 agosto - Antonis Samarakis, scrittore greco († 2003)
- 15 agosto - Walter Colì, paroliere, compositore e direttore d'orchestra italiano
- 15 agosto - Orest Dubay, grafico slovacco († 2005)
- 15 agosto - Agostino Melotti, partigiano e politico italiano († 2010)
- 15 agosto - Béla Sárosi, calciatore e allenatore di calcio ungherese († 1993)
- 15 agosto - Joseph Vincent Sullivan, vescovo cattolico statunitense († 1982)
- 16 agosto - Dale Hamilton, cestista statunitense († 1994)
- 16 agosto - Trevor Lewis, pallanuotista britannico († 1995)
- 16 agosto - Jean Sincere, attrice e doppiatrice statunitense († 2013)
- 17 agosto - Nada Fiorelli, attrice italiana († 1984)
- 17 agosto - Bedřich Vacek, calciatore cecoslovacco
- 18 agosto - Wally Hickel, politico statunitense († 2010)
- 18 agosto - Justy Specker, cestista francese († 2002)
- 19 agosto - Vittorio Aicardi, politico italiano († 1989)
- 19 agosto - Malcolm Forbes, editore statunitense († 1990)
- 19 agosto - Vittorio Ghirlanda, calciatore italiano († 1985)
- 19 agosto - Bianca Guidetti Serra, partigiana, avvocata e politica italiana († 2014)
- 19 agosto - Roberto La Paz, calciatore uruguaiano
- 20 agosto - Adamantios Androutsopoulos, politico greco († 2000)
- 20 agosto - Walter Bernstein, regista e sceneggiatore statunitense († 2021)
- 20 agosto - Luigi Chiodi, allenatore di calcio e calciatore italiano († 1985)
- 20 agosto - Silvio Curto, egittologo italiano († 2015)
- 20 agosto - Iginio Rogger, presbitero e storico italiano († 2014)
- 21 agosto - Marco Borrini, calciatore italiano († 1974)
- 21 agosto - Karl Lukas, attore statunitense († 1995)
- 22 agosto - Alma Beltran, attrice statunitense († 2007)
- 22 agosto - Nicola Musto, politico e sindacalista italiano († 1961)
- 22 agosto - Rudolf Schnyder, tiratore a segno svizzero († 2000)
- 22 agosto - Larry Winn, politico statunitense († 2017)
- 23 agosto - Paolo Barbi, politico italiano († 2011)
- 23 agosto - Francisco Ferreira, calciatore portoghese († 1986)
- 23 agosto - Jolanda Gardino, mezzosoprano italiano († 2003)
- 23 agosto - Dries van der Lof, pilota automobilistico olandese († 1990)
- 24 agosto - Tosia Altman, partigiana polacca († 1943)
- 24 agosto - Carlos Julio Arosemena Monroy, politico ecuadoriano († 2004)
- 24 agosto - Renato Ballarin, politico italiano († 2002)
- 24 agosto - Benny Moré, cantante cubano († 1963)
- 24 agosto - Karl Schnieke, calciatore tedesco orientale († 1974)
- 25 agosto - Ernst Barkmann, militare tedesco († 2009)
- 25 agosto - George Wallace, politico statunitense († 1998)
- 26 agosto - Guy von Dardel, fisico svedese († 2009)
- 26 agosto - Glenn Doman, fisioterapista statunitense († 2013)
- 26 agosto - Danie Krige, ingegnere sudafricano († 2013)
- 26 agosto - Gian Paolo Meucci, magistrato italiano († 1986)
- 26 agosto - Liliana Ragusa Gilli, matematica e insegnante italiana († 2007)
- 27 agosto - Willy Arlt, calciatore tedesco († 1947)
- 27 agosto - Isabel de Madariaga, storica britannica († 2014)
- 27 agosto - André Declerck, ciclista su strada e pistard belga († 1967)
- 27 agosto - Silvano Trevisani, calciatore italiano († 2010)
- 28 agosto - Godfrey Hounsfield, ingegnere britannico († 2004)
- 29 agosto - Gabriele Baldini, anglista, scrittore e traduttore italiano († 1969)
- 29 agosto - Sono Osato, ballerina e attrice statunitense († 2018)
- 29 agosto - Harley Redin, allenatore di pallacanestro statunitense († 2020)
- 29 agosto - Carlo Savina, musicista, compositore e direttore d'orchestra italiano († 2002)
- 29 agosto - Francis Schewetta, velocista francese († 2007)
- 30 agosto - Eugenio Bonicco, sciatore alpino italiano († 1987)
- 30 agosto - Erminio Cartoni, calciatore italiano
- 30 agosto - Maurice Hilleman, microbiologo statunitense († 2005)
- 30 agosto - Jiří Orten, poeta cecoslovacco († 1941)
- 30 agosto - Joachim Rønneberg, militare e partigiano norvegese († 2018)
- 30 agosto - Wolfgang Wagner, imprenditore e regista teatrale tedesco († 2010)
- 30 agosto - Kitty Wells, cantante statunitense († 2012)
- 31 agosto - Jackson do Pandeiro, cantante e percussionista brasiliano († 1982)
- 31 agosto - Amrita Pritam, scrittrice indiana († 2005)
- 31 agosto - Milko Skofic, produttore cinematografico, attore e medico sloveno († 1997)
- 31 agosto - Claudio Valdagni, oncologo e radiologo italiano († 2016)